# Nekrolog 3. Quartal 1938
Nekrolog
◄◄
| ◄
| 1934
| 1935
| 1936
| 1937
| 1938 | 1939 | 1940 | 1941 | 1942 | ► | ►►
1. Quartal |
2. Quartal |
3. Quartal |
4. Quartal 1938
Weitere Ereignisse | Allgemeiner Nekrolog 1938
Die Beschreibung der verstorbenen Person sollte so kurz wie möglich gehalten sein und nur deren signifikante Tätigkeit(en) enthalten.
Neue Namen ggf. auch unter dem Geburts- und Sterbedatum, also etwa unter 1. Januar und im Geburts- und Sterbejahr (2024) eintragen (nur bei entsprechender großer Wichtigkeit). Für Beispiele siehe die schon vorhandenen Artikel.
Außerdem über die fünf zuletzt Verstorbenen, zu denen es einen ausreichend guten Artikel für eine Präsentation auf der Hauptseite gibt, nach der todesbedingten Überarbeitung der Artikel ggf. auch unter Wikipedia Diskussion:Hauptseite informieren und sie am besten auch in den anderen Wikipedia-Sprachversionen eintragen. Tipp: Regelmäßig bei news.google.de nach „ist tot“, „gestorben“ oder „verstorben“ suchen.
Wenn eine Person gestorben ist, gibt es viele Seiten zu dieser Person in der Wikipedia, die davon auch betroffen sind und entsprechend aktualisiert werden müssen. Beispiele: Namenübersichtsseite, Geburtsjahr, Geburtsort-Seiten und viele mehr.
Wie finde ich die betroffenen Seiten?
Im Suchfeld auf der linken Seite gibt man den Suchbegriff so ein: „Vorname Nachname“. Dann klickt man auf Volltext und alle Seiten mit entsprechendem Suchtext werden aufgerufen. Hier sieht man dann schnell, wo auch das Todesjahr Sinn macht oder sogar ein Teil des Artikels angepasst werden muss. Auch hilft das „Werkzeug“ auf der linken Seite sehr gut, um solche Seiten aufzufinden: „Links auf diese Seite“. Somit ist die Wikipedia wieder aktuell in allen Bereichen! Hinweis: bei Eintragung der Kategorie „Gestorben JAHR“ wird der Missbrauchsfilter 49 ausgelöst, was jedoch nicht schlimm ist. Siehe: Spezial:Missbrauchsfilter/49
Dies ist eine Liste von im dritten Quartal 1938 verstorbenen bekannten Persönlichkeiten. Die Einträge erfolgen innerhalb der einzelnen Daten alphabetisch sortiert. Tiere sind im Nekrolog für Tiere zu finden.

## Juli
| Tag      | Name                                    | Beruf, bekannt als | Alter | Beleg |
| -------- | --------------------------------------- | --- | ----- | ----- |
| 1. Juli  | Hellmuth Hirth                          | deutscher Konstrukteur und Flugpionier | 52    |       |
| 2. Juli  | Wilhelm Baare                           | deutscher Industrieller | 80    |       |
| 2. Juli  | Lau Lauritzen senior                    | dänischer Regisseur und Filmautor | 60    |       |
| 2. Juli  | Oreste Ravanello                        | italienischer Organist, Komponist, Musikpädagoge, Musikschriftsteller und Zeitschriften-Herausgeber                                               | 66    |       |
| 3. Juli  | James J. Nejdl                          | US-amerikanischer Politiker | 63    |       |
| 3. Juli  | Otto Schoff                             | deutscher Maler | 54    |       |
| 4. Juli  | Jean-Baptiste Dubois                    | kanadischer Cellist, Dirigent und Musikpädagoge                                                                                                   | 68    |       |
| 4. Juli  | Suzanne Lenglen                         | französische Tennisspielerin | 39    |       |
| 5. Juli  | Otto Bauer                              | österreichischer Sozialdemokrat | 56    |       |
| 5. Juli  | Heinrich Ehehalt                        | deutscher Bildhauer, Medailleur, Grafiker | 58    |       |
| 5. Juli  | Albrecht Rudolf Paul Kuchenbuch         | Geschäftsführer von P.Krücken | 71    |       |
| 6. Juli  | Gottfried Daume                         | deutscher evangelischer Pfarrer und Heimatforscher                                                                                                | 71    |       |
| 6. Juli  | Carl Giesecke                           | deutscher Ingenieur und Industrieller | 84    |       |
| 6. Juli  | Heinrich Nebenzahl                      | österreichischstämmiger, deutsch-US-amerikanischer Kaufmann und Filmproduzent beim deutschen Film                                                 | 67    |       |
| 6. Juli  | Ulrich Stutz                            | deutscher Jurist und Hochschullehrer | 70    |       |
| 7. Juli  | Franz Bachinger                         | österreichischer Landwirt und Politiker (Landbund)                                                                                                | 45    |       |
| 7. Juli  | Erich Waetzmann                         | deutscher Physiker | 56    |       |
| 8. Juli  | Eric Mjöberg                            | schwedischer Naturforscher und Ethnograf | 55    |       |
| 8. Juli  | Gustav Pauli                            | deutscher Kunsthistoriker und Museumsdirektor in Bremen und Hamburg                                                                               | 72    |       |
| 8. Juli  | François Person                         | französischer Ordensgeistlicher, Apostolischer Vikar der Elfenbeinküste                                                                           | 47    |       |
| 8. Juli  | Georg Richter-Lößnitz                   | deutscher Maler und Radierer | 47    |       |
| 8. Juli  | Kurt Sonntag                            | deutscher Reichsgerichtsrat | 61    |       |
| 8. Juli  | Alfredo Cardoso de Soveral Martins      | portugiesischer Gouverneur von Portugiesisch-Timor                                                                                                | 69    |       |
| 8. Juli  | Joseph Whitehead                        | US-amerikanischer Politiker | 70    |       |
| 9. Juli  | Benjamin N. Cardozo                     | US-amerikanischer Jurist | 68    |       |
| 9. Juli  | H. Benne Henton                         | US-amerikanischer Altsaxophonist | 60    |       |
| 10. Juli | Arthur Barclay                          | Präsident von Liberia | 83    |       |
| 10. Juli | Hugo Siegwart                           | Schweizer Bildhauer und Medailleur | 73    |       |
| 10. Juli | Paul Stremler                           | französischer Automobilrennfahrer | 44    |       |
| 11. Juli | Afonso Celso de Assis Figueiredo Júnior | brasilianischer Dichter, Historiker und Politiker                                                                                                 | 78    |       |
| 11. Juli | Petrus Dunajski                         | polnischer Geistlicher und Politiker, MdR | 69    |       |
| 11. Juli | Ynes Mexia                              | mexikanisch-US-amerikanische Botanikerin | 68    |       |
| 12. Juli | Bernhard Blüher                         | Oberbürgermeister der Stadt Dresden (1915–1931)                                                                                                   | 74    |       |
| 12. Juli | Waldemar von Wussow                     | deutscher Verwaltungsjurist und Herzoglich sachsen-altenburgischer Staatsminister                                                                 | 72    |       |
| 13. Juli | Emil Kirdorf                            | deutscher Industrieller und Unterstützer Adolf Hitlers                                                                                            | 91    |       |
| 14. Juli | Isaac Goldberg                          | US-amerikanischer Romanist, Hispanist, Lusitanist, Literaturwissenschaftler, Musikschriftsteller, Journalist, Übersetzer und Polygraph            |       |       |
| 14. Juli | Charles Liebrechts                      | belgischer Soldat, Forschungsreisender und Kolonialadministrator                                                                                  | 80    |       |
| 14. Juli | Dante A. Linyera                        | argentinischer Lyriker und Journalist | 35    |       |
| 14. Juli | John Joseph Lonergan                    | australischer Geistlicher, römisch-katholischer Priester                                                                                          | 50    |       |
| 14. Juli | Robert Poore                            | britischer Brigadegeneral und Cricketspieler | 72    |       |
| 15. Juli | Gustav Carl Framhein                    | Hamburger Rechtsanwalt, Richter und MdHB | 74    |       |
| 15. Juli | Walter Robinow                          | deutscher Schachfunktionär | 70    |       |
| 15. Juli | Robert Wiene                            | deutscher Regisseur | 65    |       |
| 16. Juli | Ida Leonidowna Awerbach                 | sowjetische Juristin | 32    |       |
| 16. Juli | Jack Dunn                               | britischer Eiskunstläufer | 21    |       |
| 16. Juli | Giulio Serafini                         | italienischer Geistlicher, Bischof von Pescia und Kardinal der römisch-katholischen Kirche                                                        | 70    |       |
| 18. Juli | Fritz Hirsch                            | deutscher Architekturhistoriker und Denkmalpfleger                                                                                                | 67    |       |
| 18. Juli | Aymar de La Baume Pluvinel              | französischer Astronom | 77    |       |
| 18. Juli | Hans Mackowsky                          | deutscher Kunsthistoriker und Hochschullehrer | 66    |       |
| 18. Juli | Marie von Edinburgh                     | deutsche Ehefrau von Ferdinand von Hohenzollern-Sigmaringen, Königin von Rumänien                                                                 | 62    |       |
| 18. Juli | Wilhelm Petzsch                         | deutscher Prähistoriker | 45    |       |
| 18. Juli | Carl von Zeska                          | österreichischer Theaterschauspieler und Filmregisseur                                                                                            | 75    |       |
| 19. Juli | Benjamin Recordon                       | Schweizer Architekt | 92    |       |
| 20. Juli | Hans Christiansen                       | norwegischer Regattasegler | 70    |       |
| 20. Juli | Alois Scheiwiler                        | Bischof von St. Gallen | 66    |       |
| 20. Juli | Hermann Straub                          | deutscher Mediziner | 55    |       |
| 21. Juli | August Eiebakke                         | norwegischer Maler | 71    |       |
| 21. Juli | Bernard Kroger                          | US-amerikanischer Geschäftsmann und Unternehmer                                                                                                   | 78    |       |
| 21. Juli | Morris Michtom                          | Erfinder des Teddybär |       |       |
| 21. Juli | Heinrich Puchner                        | deutscher Bodenkundler und Landtechniker | 73    |       |
| 21. Juli | Owen Wister                             | amerikanischer Schriftsteller | 78    |       |
| 22. Juli | Ernest William Brown                    | US-amerikanischer Mathematiker und Astronom | 71    |       |
| 22. Juli | Francesco Del Grosso                    | italienischer Radrennfahrer | 38    |       |
| 23. Juli | Modesto Della Porta                     | italienischer Dichter und Schriftsteller | 53    |       |
| 24. Juli | Marmaduke Barton                        | britischer Pianist, Musikpädagoge und Komponist                                                                                                   | 72    |       |
| 24. Juli | Pedro Figari                            | uruguayischer Maler und Politiker | 77    |       |
| 24. Juli | Obadiah Gardner                         | US-amerikanischer Politiker | 85    |       |
| 24. Juli | Carl Ferdinand Friedrich Lehmann-Haupt  | deutscher Orientalist und Althistoriker | 77    |       |
| 24. Juli | Heinrich Siebern                        | deutscher Architekt, preußischer Baubeamter, Bauhistoriker und Denkmalpfleger                                                                     | 65    |       |
| 25. Juli | Franz I.                                | Fürst von Liechtenstein | 84    |       |
| 25. Juli | Wilhelm Frerking                        | deutscher Schuldirektor, Feuilletonist, Theaterkritiker und Schriftsteller                                                                        | 85    |       |
| 25. Juli | Hamada Kōsaku                           | japanischer Archäologe | 57    |       |
| 25. Juli | Arthur Kaufmann                         | österreichischer Jurist, Privatphilosoph und Schach-Meister                                                                                       | 66    |       |
| 25. Juli | Stanley Mordaunt Leathes                | britischer Historiker | 77    |       |
| 25. Juli | Boleslav Strzelewicz                    | deutscher proletarischer Agitationstheater-Künstler                                                                                               | 80    |       |
| 25. Juli | Carl Zehnder                            | Schweizer Architekturtheoretiker, Zeichner und Architekt                                                                                          | 78    |       |
| 26. Juli | Daisy Greville, Countess of Warwick     | Mätresse von König Eduard VII. von Großbritannien                                                                                                 | 76    |       |
| 26. Juli | Dmitri Pawlowitsch Grigorowitsch        | sowjetischer Flugzeugkonstrukteur | 55    |       |
| 26. Juli | Richard Klemm                           | deutscher Arzt | 91    |       |
| 26. Juli | Paul Schäfer                            | deutscher Politiker (KPD) | 43    |       |
| 26. Juli | Werner Walter                           | Schweizer Bahnradsportler | 28    |       |
| 26. Juli | Johannes Wolf                           | deutscher Politiker (DNVP), MdR | 58    |       |
| 27. Juli | Thomas Crean                            | irischer Polarforscher | 61    |       |
| 27. Juli | August Eckardt                          | deutscher Politiker (DNVP), Landtagspräsident in Sachsen                                                                                          | 67    |       |
| 27. Juli | John Exley                              | US-amerikanischer Ruderer | 71    |       |
| 27. Juli | Charles Herty                           | US-amerikanischer Chemiker | 70    |       |
| 27. Juli | Viktor Mittermann                       | österreichischer Politiker (GDVP, CS) | 59    |       |
| 27. Juli | Otfried Nippold                         | deutsch-schweizerischer Jurist und Friedenskämpfer                                                                                                | 74    |       |
| 27. Juli | Traugott Tamm                           | deutscher Romanschriftsteller | 77    |       |
| 28. Juli | Arthur B. English                       | Henker von Kanada von 1913 bis 1935 | 73    |       |
| 28. Juli | Maxim Kirowitsch Ammossow               | jakutisch-sowjetischer Staatsmann und Parteifunktionär                                                                                            | 40    |       |
| 28. Juli | Jakow Iwanowitsch Alksnis               | lettischer Offizier, zuletzt Oberbefehlshaber der Luftstreitkräfte der Sowjetunion (1931–1937)                                                    | 41    |       |
| 28. Juli | Virgulino Ferreira da Silva             | brasilianischer Räuber, Anführer einer brasilianischen Cangaços-Bande                                                                             | 40    |       |
| 28. Juli | Jack Judge                              | britischer Varieté-Sänger und Komponist | 59    |       |
| 28. Juli | Walter Junker                           | deutscher Politiker (KPD), Interbrigadist und antifaschistischer Widerstandskämpfer                                                               | 27    |       |
| 28. Juli | Wladimir Michailowitsch Kirschon        | sowjetischer Schriftsteller und Literaturfunktionär                                                                                               | 35    |       |
| 28. Juli | Lewis Clive                             | britischer Ruderer | 27    |       |
| 28. Juli | Johan Fahlstrøm                         | norwegischer Schauspieler und Regisseur | 70    |       |
| 28. Juli | Wladimir Mitrofanowitsch Orlow          | Oberkommandierender der sowjetischen Seekriegsflotte                                                                                              | 43    |       |
| 28. Juli | Jukums Vācietis                         | lettischer Offizier in der russischen Armee und sowjetischer Offizier der roten Armee, Oberbefehlshaber der Roten Armee im russischen Bürgerkrieg | 64    |       |
| 29. Juli | Nikolai Kirillowitsch Antipow           | sowjetischer Staats- und Parteifunktionär | 43    |       |
| 29. Juli | Jan Karlowitsch Bersin                  | Chef des militärischen Aufklärungsdienstes der Roten Armee                                                                                        | 48    |       |
| 29. Juli | Pawel Jefimowitsch Dybenko              | russischer Revolutionär und sowjetischer Marineoffizier                                                                                           | 49    |       |
| 29. Juli | Karl Enders                             | deutscher Politiker (KPD) und Widerstandskämpfer                                                                                                  | 46    |       |
| 29. Juli | Franz Joseph von Hortstein              | k.u.k. General der Kavallerie | 83    |       |
| 29. Juli | Jakow Arkadjewitsch Jakowlew            | sowjetischer Parteifunktionär und Volkskommissar für Landwirtschaft                                                                               | 42    |       |
| 29. Juli | Dawit Kandelaki                         | sowjetischer Politiker und Diplomat | 42    |       |
| 29. Juli | Nikolai Wassiljewitsch Krylenko         | russisch-sowjetischer Revolutionär und Politiker (Bolschewiki)                                                                                    | 53    |       |
| 29. Juli | Horst Menzel                            | deutscher Kommunist, Interbrigadist | 26    |       |
| 29. Juli | Émile Merlin                            | belgischer Mathematiker und Astronom | 62    |       |
| 29. Juli | Waleri Iwanowitsch Meschlauk            | sowjetischer Politiker und Vorsitzender von Gosplan (1934 bis 1937)                                                                               | 45    |       |
| 29. Juli | Armando Palacio Valdés                  | spanischer Schriftsteller | 84    |       |
| 29. Juli | Eduard Karlowitsch Pramnek              | sowjetischer Staats- und Parteifunktionär | 38    |       |
| 29. Juli | Jan Ernestowitsch Rudsutak              | sowjetischer Politiker, Minister und Opfer der Stalinschen Säuberungen                                                                            | 50    |       |
| 29. Juli | Wolodymyr Satonskyj                     | ukrainisch-sowjetischer Revolutionär und Politiker                                                                                                | 49    |       |
| 29. Juli | Boris Sacharowitsch Schumjazki          | sowjetischer Filmfunktionär | 51    |       |
| 29. Juli | Alexander Andrejewitsch Swetschin       | russischer Offizier | 59    |       |
| 29. Juli | Josef Unschlicht                        | polnischer Kommunist und sowjetischer Politiker, stellvertretender Vorsitzender der sowjetischen Tscheka (1921–1923)                              | 58    |       |
| 30. Juli | Eva von Arnim                           | deutsche Schriftstellerin | 74    |       |
| 30. Juli | John Derbyshire                         | britischer Schwimmer und Wasserballspieler | 59    |       |
| 31. Juli | František Haupt                         | tschechoslowakischer Radrennfahrer | 28    |       |
| 30. Juli | Harold Henry Joachim                    | britischer Philosoph | 70    |       |
| 31. Juli | Karl Meyer                              | deutscher Politiker (SPD), MdLB | 76    |       |
| 31. Juli | Franz Stolberg                          | deutscher Politiker (DVP), MdL | 62    |       |
|          | Paul Dietrich                           | österreichischer Musiker und Komponist | 50    |       |
|          | Rudolf Klement                          | deutscher Kommunist und Sekretär Leo Trotzkis | 29    |       |
|          | Ephraim Fischel Rotenstreich            | polnischer zionistischer Politiker | 56    |       |

## August
| Tag        | Name                                  | Beruf, bekannt als                                                                                | Alter | Beleg |
| ---------- | ------------------------------------- | ------------------------------------------------------------------------------------------------- | ----- | ----- |
| 1. August  | Jakow Saulowitsch Agranow             | sowjetischer Geheimdienstgeneral                                                                  | 44    |       |
| 1. August  | Bernhard Bartmann                     | deutscher, römisch-katholischer Dogmatiker                                                        | 78    |       |
| 1. August  | Andrei Sergejewitsch Bubnow           | russischer Politiker (KPdSU) und Revolutionär                                                     | 55    |       |
| 1. August  | Konstantin Konstantinowitsch Jurenew  | sowjetischer Botschafter                                                                          |       |       |
| 1. August  | Bernhard Mayrhofer                    | österreichischer Mediziner und Medizinhistoriker                                                  | 70    |       |
| 1. August  | Rudolf Ruer                           | deutscher Chemiker und Hochschullehrer                                                            | 72    |       |
| 1. August  | Jaska Saarivuori                      | finnischer Kunstturner                                                                            | 49    |       |
| 1. August  | Klemens Schönheiter                   | russlanddeutscher römisch-katholischer Geistlicher und Märtyrer                                   |       |       |
| 1. August  | Edmund C. Tarbell                     | US-amerikanischer Maler                                                                           | 76    |       |
| 1. August  | Michail Wladimirowitsch Wiktorow      | Oberkommandierender der sowjetischen Seekriegsflotte                                              | 46    |       |
| 1. August  | Hans Karl Zeßner-Spitzenberg          | österreichischer Jurist                                                                           | 53    |       |
| 2. August  | Emil Gutmann                          | österreichischer Konzertveranstalter und Musikverleger                                            | 61    |       |
| 2. August  | Fritz Held                            | deutscher Unternehmer und Automobilrennfahrer                                                     | 70    |       |
| 2. August  | Adolf Jülicher                        | deutscher evangelischer Theologe                                                                  | 81    |       |
| 2. August  | Jakow Michailowitsch Jurowski         | sowjetischer Tschekist und Parteifunktionär, Leiter die Ermordung der Zarenfamilie                | 60    |       |
| 3. August  | Edward Peregrine Gueritz              | britischer Kolonialgouverneur von Nord-Borneo und Labuan                                          | 83    |       |
| 3. August  | Emil Hochreiter                       | österreichischer Komponist                                                                        | 66    |       |
| 3. August  | Alexander Georgijewitsch Malyschkin   | russischer Autor                                                                                  | 46    |       |
| 3. August  | Karl Pick                             | österreichischer Gewerkschafter und Politiker                                                     | 70    |       |
| 3. August  | Johann Stobbe                         | deutscher Chemiker                                                                                | 78    |       |
| 3. August  | Josef von Zuben                       | Schweizer Politiker                                                                               | 72    |       |
| 4. August  | Rudolf G. Binding                     | deutscher Schriftsteller                                                                          | 70    |       |
| 4. August  | James D. Black                        | US-amerikanischer Politiker                                                                       | 88    |       |
| 4. August  | Heinrich Held                         | deutscher Politiker (Zentrum, BVP)                                                                | 70    |       |
| 4. August  | William Moxley                        | US-amerikanischer Politiker                                                                       | 87    |       |
| 4. August  | Pearl White                           | US-amerikanische Stummfilmschauspielerin                                                          | 49    |       |
| 5. August  | Hermann Bussemeier                    | deutscher Bäckermeister und Mitglied des Landtags Lippe                                           | 72    |       |
| 5. August  | Arthur Cornforth                      | US-amerikanischer Politiker                                                                       | 77    |       |
| 5. August  | Max Kappis                            | deutscher Chirurg und Hochschullehrer                                                             | 56    |       |
| 5. August  | Erwin Papperitz                       | deutscher Mathematiker                                                                            | 81    |       |
| 5. August  | Franz Julius Wettel                   | donauschwäbischer Historiker                                                                      | 84    |       |
| 6. August  | Joseph W. Fifer                       | US-amerikanischer Politiker                                                                       | 97    |       |
| 6. August  | Gustav Klemm                          | deutscher Geologe                                                                                 | 80    |       |
| 6. August  | Warner Oland                          | schwedisch-amerikanischer Schauspieler                                                            | 58    |       |
| 6. August  | Roman Rittweger                       | deutscher Jurist, Verwaltungsbeamter und Politiker (SPD)                                          | 58    |       |
| 7. August  | Johannes Giesberts                    | deutscher Gewerkschafter und Politiker (Zentrum), MdR                                             | 73    |       |
| 7. August  | Rudolf Leidler                        | österreichischer Mediziner, Hochschullehrer in Wien                                               | 58    |       |
| 7. August  | Rochus Schmidt                        | preußischer Kolonial-Offizier in Deutsch-Ostafrika                                                | 78    |       |
| 7. August  | Konstantin Sergejewitsch Stanislawski | russischer Schauspieler, Regisseur, Theaterreformer und Vertreter des Naturalismus                | 75    |       |
| 8. August  | Emanuel Bader                         | deutsch-russischer römisch-katholischer Geistlicher und Märtyrer                                  |       |       |
| 8. August  | Charles Dufresne                      | französischer Maler                                                                               | 61    |       |
| 9. August  | Heinrich Burchartz                    | deutscher Baustoffkundler                                                                         | 73    |       |
| 9. August  | Paula Conrad                          | österreichische Theaterschauspielerin                                                             | 78    |       |
| 9. August  | Leo Frobenius                         | deutscher Ethnologe                                                                               | 65    |       |
| 9. August  | Artur Golke                           | deutscher Politiker (KPD)                                                                         | 51    |       |
| 9. August  | Domènec Sugrañes i Gras               | spanischer Architekt des katalanischen Modernismus                                                | 59    |       |
| 10. August | Andreas Flury                         | Schweizer Arzt                                                                                    | 84    |       |
| 10. August | Hans Hausladen                        | deutscher Bergmann, Politiker der KPD und Gewerkschafter                                          | 37    |       |
| 11. August | Hew Fraser                            | britischer Hockeyspieler                                                                          | 61    |       |
| 11. August | Ernst Gronau                          | deutscher Schauspieler                                                                            | 50    |       |
| 11. August | Johannes Lange                        | deutscher Psychiater, Neurologe und Hochschullehrer                                               | 47    |       |
| 11. August | Eduard Prokosch                       | Linguist                                                                                          | 62    |       |
| 11. August | Heinz Sausele                         | deutscher Heimatdichter, Lyriker, Lehrer und Volkstumsforscher                                    | 76    |       |
| 12. August | Ludwig Borchardt                      | deutscher Ägyptologe                                                                              | 74    |       |
| 12. August | Paul Du Bois                          | belgischer Bildhauer und Medailleur                                                               | 78    |       |
| 12. August | Paul Ehmig                            | deutscher Architekt und mecklenburgischer Baubeamter                                              | 63    |       |
| 12. August | Hermann da Fonseca-Wollheim           | deutscher Marineoffizier, zuletzt Konteradmiral                                                   | 87    |       |
| 12. August | Adolf Menzel                          | österreichischer Rechts- und Staatswissenschaftler                                                | 81    |       |
| 12. August | Ludwig Sternaux                       | deutscher Journalist                                                                              | 53    |       |
| 13. August | Grit Haid                             | österreichische Schauspielerin                                                                    | 38    |       |
| 13. August | Václav Klement                        | tschechischer Unternehmer und Gründer der Automobilfirma Škoda Auto                               | 69    |       |
| 13. August | Heinrich Schliestedt                  | deutscher Politiker (SPD), Gewerkschaftsfunktionär, Widerstandskämpfer                            | 55    |       |
| 13. August | István Vági                           | ungarischer kommunistischer Politiker                                                             | 55    |       |
| 14. August | Jakob Erckrath de Bary                | deutscher Fechter und Sportfunktionär                                                             | 74    |       |
| 14. August | Grigori Georgijewitsch Belych         | sowjetischer Schriftsteller                                                                       | 31    |       |
| 14. August | Abraham Zvi Idelsohn                  | jüdischer Musikforscher                                                                           | 56    |       |
| 14. August | Annelise Modrze                       | deutsche Klassische Philologin und Bibliothekarin                                                 | 36    |       |
| 14. August | Landon Ronald                         | englischer Dirigent, Musikpädagoge und Komponist                                                  | 65    |       |
| 14. August | Howard M. Snapp                       | US-amerikanischer Politiker                                                                       | 82    |       |
| 15. August | Johann von Braun                      | deutscher Offizier, zuletzt Generalleutnant der Reichswehr                                        | 71    |       |
| 15. August | Heinrich de Fries                     | deutscher Architekturkritiker und Hochschullehrer                                                 | 50    |       |
| 15. August | Nicola Romeo                          | italienischer Ingenieur und Unternehmer                                                           | 62    |       |
| 15. August | Paul Straßmann                        | deutscher Gynäkologe, der sich besondere Verdienste um die Geburtshilfe erworben hat              | 71    |       |
| 16. August | Felix Busch                           | preußischer Landrat                                                                               | 66    |       |
| 16. August | Georg Gürich                          | deutscher Geologe und Paläontologe                                                                | 78    |       |
| 16. August | Andrej Hlinka                         | slowakischer Priester, Politiker und Nationalistenführer                                          | 73    |       |
| 16. August | Robert Johnson                        | US-amerikanischer Bluesmusiker                                                                    | 27    |       |
| 16. August | Willi Prilipp                         | deutscher Politiker (KPD), MdR                                                                    | 51    |       |
| 17. August | Walter Burghardt                      | deutscher Politiker (NSDAP), MdR                                                                  | 53    |       |
| 17. August | Georg Heim                            | deutscher Politiker (BVP), MdR                                                                    | 73    |       |
| 17. August | Stepan Smal-Stozkyj                   | ukrainischer Sprachwissenschaftler und Politiker                                                  | 79    |       |
| 17. August | Wage Rudolf Soepratman                | indonesischer Komponist der indonesischen Nationalhymne Indonesia Raya                            | 35    |       |
| 17. August | Anne Winterer                         | deutsche Fotografin                                                                               | 43    |       |
| 18. August | Samuel Brandt                         | deutscher Klassischer Philologe                                                                   | 90    |       |
| 18. August | Josef Koppensteiner                   | österreichischer Politiker                                                                        | 64    |       |
| 18. August | Heinrich von Korff                    | österreichischer Theater- und Filmregisseur, Dramaturg und Drehbuchautor beim deutschen Stummfilm | 70    |       |
| 19. August | Basil Bennett                         | US-amerikanischer Hammerwerfer                                                                    | 43    |       |
| 19. August | Rudolf Wiener-Welten                  | österreichischer Gutsherr                                                                         |       |       |
| 20. August | Guðrún Lárusdóttir                    | isländische Politikerin, Autorin und Übersetzerin                                                 | 58    |       |
| 20. August | Walter Kehoe                          | US-amerikanischer Politiker                                                                       | 68    |       |
| 20. August | Wilhelm Schmetz                       | deutscher Kunstmaler                                                                              | 48    |       |
| 20. August | Gustav Schüler                        | deutscher Dichter                                                                                 | 70    |       |
| 21. August | Jakob Saame                           | deutscher Architekt                                                                               | 71    |       |
| 21. August | Franz Slama                           | österreichischer Jurist und Justizminister                                                        | 52    |       |
| 22. August | Wilhelm von Harff                     | russisch-sowjetischer Generalstabsoffizier                                                        | 53    |       |
| 22. August | Otto Schärrer                         | Schweizer Jurist und Politiker                                                                    | 61    |       |
| 23. August | Leonhard Blumer                       | estnischer Missionar und Sprachforscher                                                           | 60    |       |
| 23. August | Caroline von Heydebrand               | deutsche anthroposophische Pädagogin                                                              | 51    |       |
| 23. August | Bálint Kuzsinszky                     | ungarischer Archäologe                                                                            | 73    |       |
| 23. August | Jessie Mackay                         | neuseeländische Lehrerin, Dichterin, Journalistin und Feministin                                  | 73    |       |
| 24. August | Michael Begley                        | US-amerikanischer Ruderer                                                                         | 65    |       |
| 24. August | Verner Dahlerup                       | dänischer Philologe und Lexikograph                                                               | 78    |       |
| 24. August | Bruno Heydrich                        | deutscher Opernsänger (Tenor) und Komponist                                                       | 73    |       |
| 24. August | Leopold Iwald                         | österreichischer Theater- und Stummfilmschauspieler                                               | 71    |       |
| 24. August | William F. Kopp                       | US-amerikanischer Politiker                                                                       | 69    |       |
| 24. August | Herbert Schimkowitz                   | österreichischer Grafiker und Illustrator                                                         | 40    |       |
| 25. August | Adolf Fischera                        | österreichischer Fußball-Nationalspieler                                                          | 50    |       |
| 25. August | George Gaidzik                        | US-amerikanischer Wasserspringer                                                                  | 53    |       |
| 25. August | Alexander Iwanowitsch Kuprin          | russischer Schriftsteller                                                                         | 67    |       |
| 25. August | Vinko Poljanec                        | österreichischer Pfarrer und Politiker (KSS)                                                      | 62    |       |
| 26. August | Teodor Axentowicz                     | polnischer Maler                                                                                  | 79    |       |
| 26. August | Migjeni                               | albanischer Dichter                                                                               | 26    |       |
| 26. August | Cəmşid Naxçıvanski                    | kaiserlich-russischer, aserbaidschanischer und sowjetischer Offizier und Brigadekommandant        | 43    |       |
| 27. August | Anna Bernard                          | deutsche Heimatschriftstellerin                                                                   | 73    |       |
| 28. August | Alexander Wladimirowitsch Eiduk       | sowjetischer Revolutionär lettischer Herkunft                                                     |       |       |
| 28. August | Gawriil Wassiljewitsch Ksenofontow    | russischer Ethnograph                                                                             | 50    |       |
| 28. August | Walerian Pawlowitsch Prawduchin       | sowjetischer Schriftsteller und Kritiker                                                          | 46    |       |
| 28. August | David Wilkie                          | schottischer Chirurg                                                                              | 55    |       |
| 29. August | Joseph Bédier                         | französischer Romanist                                                                            | 74    |       |
| 29. August | Jan Antonowitsch Bersin               | lettisch-sowjetischer Revolutionär und Diplomat                                                   | 56    |       |
| 29. August | Cesare Facciani                       | italienischer Radrennfahrer                                                                       | 32    |       |
| 29. August | Frigyes Karinthy                      | ungarischer Schriftsteller                                                                        | 51    |       |
| 29. August | Béla Kun                              | ungarischer kommunistischer Politiker                                                             | 52    |       |
| 29. August | Wilhelm von der Nahmer                | deutscher Ingenieur und Kaufmann                                                                  | 79    |       |
| 29. August | Wilhelm Georg Schmidt                 | deutscher Politiker (NSDAP), MdR, MdL, Reichshandwerksführer                                      | 38    |       |
| 30. August | Karl Elzer                            | deutscher Schauspieler                                                                            | 57    |       |
| 30. August | Max Factor                            | US-amerikanischer Unternehmer                                                                     | 60    |       |
| 30. August | Friedrich Opel                        | deutscher Ingenieur, Unternehmer und Radsportler                                                  | 63    |       |
| 30. August | Elisabeth von Saldern                 | deutsche Äbtissin                                                                                 | 60    |       |
| 30. August | James Scott                           | US-amerikanischer Ragtime-Pianist und -Komponist                                                  | 52    |       |
| 30. August | Oscar de Somville                     | belgischer Ruderer                                                                                | 62    |       |
| 30. August | Waldemar Young                        | US-amerikanischer Drehbuchautor                                                                   | 60    |       |
| 31. August | Joseph M. Devine                      | US-amerikanischer Politiker                                                                       | 77    |       |
|            | Jane Toppan                           | US-amerikanische Serienmörderin                                                                   |       |       |

## September
| Tag           | Name                                      | Beruf, bekannt als | Alter | Beleg |
| ------------- | ----------------------------------------- | --- | ----- | ----- |
| 1. September  | Nikolai Pawlowitsch Brjuchanow            | sowjetischer Politiker                                                                                                 | 59    |       |
| 1. September  | Mieczysław Broński                        | polnischer Politiker (SDKPiL) und Autor sowie sowjetischer Diplomat, Botschafter in Wien (1920–1922)                   |       |       |
| 1. September  | Paul Kunisch                              | Musikdirektor | 75    |       |
| 1. September  | Walerian Walerianowitsch Obolenski        | russischer Revolutionär und sowjetischer Wirtschaftsführer                                                             | 51    |       |
| 2. September  | Ángel Arocha                              | spanischer Fußballspieler                                                                                              | 31    |       |
| 2. September  | Max Deri                                  | Kunsthistoriker, Kunstkritiker und Psychologe                                                                          | 60    |       |
| 2. September  | Fritz Droop                               | deutscher Pädagoge, Journalist und Schriftsteller                                                                      | 63    |       |
| 2. September  | Constantin Popovici                       | griechisch-orthodoxer Theologe und Hochschullehrer in Czernowitz                                                       | 91    |       |
| 2. September  | Walter Schott                             | deutscher Bildhauer | 76    |       |
| 3. September  | Gustav Adolf Closs                        | deutscher Maler, Illustrator und Künstler                                                                              | 74    |       |
| 3. September  | Fjodor Iwanowitsch Eichmans               | sowjetischer Geheimdienstmitarbeiter                                                                                   |       |       |
| 3. September  | Bart de Ligt                              | Autor (Niederlande) | 55    |       |
| 3. September  | Heinrich Meyer                            | deutscher Redakteur und Widerstandskämpfer                                                                             | 34    |       |
| 3. September  | Ernst Schultze                            | deutscher Psychiater                                                                                                   | 73    |       |
| 3. September  | Alexander Ignatjewitsch Tarassow-Rodionow | russischer Schriftsteller                                                                                              | 52    |       |
| 4. September  | Paul Arbelet                              | französischer Romanist und Stendhal-Spezialist                                                                         | 64    |       |
| 4. September  | Al Ernest Garcia                          | US-amerikanischer Schauspieler                                                                                         | 51    |       |
| 4. September  | Patrick Joseph Hayes                      | US-amerikanischer Kardinal und Erzbischof                                                                              | 70    |       |
| 4. September  | Hedwig von Preysing                       | deutsche Sozialarbeiterin und Mitbegründerin sozialer Einrichtungen                                                    | 88    |       |
| 4. September  | Gustav Rockholtz                          | deutscher Maler | 69    |       |
| 4. September  | William Harding Scott                     | englischer Elektrotechniker                                                                                            | 76    |       |
| 5. September  | Benno Becker                              | deutscher Maler | 78    |       |
| 5. September  | Rudolf Biebrach                           | deutscher Schauspieler und Regisseur                                                                                   | 71    |       |
| 5. September  | Hans Prodinger                            | österreichischer Politiker                                                                                             | 50    |       |
| 5. September  | Paul Siegfried                            | Schweizer Jurist, Schriftsteller und Historiker                                                                        | 59    |       |
| 6. September  | Alfons Pius de Borbón                     | spanischer Infant und Prinz von Asturien (1907–1933)                                                                   | 31    |       |
| 6. September  | Johnny Hindmarsh                          | englischer Autorennfahrer und Flieger                                                                                  | 30    |       |
| 6. September  | Camillo Laurenti                          | italienischer Kardinal der römisch-katholischen Kirche                                                                 | 76    |       |
| 7. September  | Nikolai Petrowitsch Gorbunow              | sowjetischer Politiker                                                                                                 | 46    |       |
| 7. September  | Rodolfo Lenz                              | deutscher Romanist mit chilenischer Staatsangehörigkeit                                                                | 74    |       |
| 8. September  | Alfons Maria Augner                       | Schweizer Benediktinermönch, Abt der Abtei Muri-Grieß                                                                  | 76    |       |
| 8. September  | Ferdinand Kaufmann                        | Geiger, Dirigent und Kapellenleiter                                                                                    | 61    |       |
| 8. September  | George Frederic Kribbs                    | US-amerikanischer Politiker                                                                                            | 91    |       |
| 8. September  | Agustín Magaldi                           | argentinischer Tangosänger und -komponist                                                                              | 39    |       |
| 9. September  | Paul Emil Gabel                           | deutscher Maler | 63    |       |
| 9. September  | Oskar Kiefer                              | deutscher Bildhauer | 64    |       |
| 9. September  | Joseph Schülein                           | deutscher Unternehmer und Philanthrop                                                                                  | 84    |       |
| 10. September | Johannes Angern                           | preußischer Generalmajor                                                                                               | 77    |       |
| 10. September | Charles Cruft                             | britischer Unternehmer                                                                                                 |       |       |
| 10. September | Wolf von Gottberg                         | deutscher Verwaltungsbeamter                                                                                           | 73    |       |
| 10. September | Volkmar Kohlschütter                      | deutscher Chemiker | 64    |       |
| 10. September | Fritz Matthies-Masuren                    | deutscher Kunstfotograf                                                                                                | 65    |       |
| 11. September | Hans Liebermann                           | deutscher Chemiker | 62    |       |
| 11. September | Jean Longuet                              | französischer Politiker, Rechtsanwalt und Journalist                                                                   | 62    |       |
| 11. September | Edmond Maillet                            | französischer Mathematiker                                                                                             | 72    |       |
| 12. September | Robert L. Bacon                           | US-amerikanischer Offizier und Politiker                                                                               | 54    |       |
| 12. September | Maria Antonia von Bourbon-Sizilien        | Prinzessin von Bourbon-Sizilien                                                                                        | 87    |       |
| 12. September | Arthur of Connaught                       | Mitglied der britischen Königsfamilie, Prinz von Großbritannien und Irland, Generalgouverneur in Südafrika (1920–1923) | 55    |       |
| 12. September | Carl Krecke                               | deutscher Unternehmer und nationalsozialistischer Wirtschaftsfunktionär                                                | 53    |       |
| 12. September | Carl Uhlig                                | deutscher Meteorologe und Geograph                                                                                     | 66    |       |
| 12. September | Jacob Wolff                               | deutscher Arzt und Medizinhistoriker                                                                                   | 76    |       |
| 12. September | Richard Adolf Zutt                        | Schweizer Bildhauer, Maler und Medailleur                                                                              | 51    |       |
| 13. September | Samuel Alexander                          | britischer Philosoph                                                                                                   | 79    |       |
| 13. September | Pauline König                             | deutsche Heimatdichterin                                                                                               | 70    |       |
| 13. September | Erich Peiper                              | deutscher Kinderarzt                                                                                                   | 82    |       |
| 13. September | Ernst Unger                               | deutscher Arzt | 63    |       |
| 14. September | Albert Geyer                              | Architekt und Bauhistoriker                                                                                            | 92    |       |
| 14. September | Adam Karrillon                            | deutscher Arzt und Schriftsteller                                                                                      | 85    |       |
| 14. September | Dionys Schönecker                         | österreichischer Fußballspieler und -trainer                                                                           | 50    |       |
| 14. September | Thaddäus Stahler                          | deutscher katholischer Priester, Domkapitular, Dompropst, Domdekan                                                     | 80    |       |
| 15. September | Beat Heinrich Bolli                       | Schweizer Rechtsanwalt, Politiker und Diplomat                                                                         | 80    |       |
| 15. September | Giannoulis Chalepas                       | griechischer Bildhauer                                                                                                 | 87    |       |
| 15. September | Manuel García Prieto                      | Ministerpräsident von Spanien                                                                                          | 78    |       |
| 15. September | Ferdinand Hueppe                          | deutscher Mediziner und Präsident des Deutschen Fußball-Bundes                                                         | 86    |       |
| 15. September | Gustav Aubin                              | deutsch-österreichischer Nationalökonom und Wirtschaftshistoriker                                                      | 57    |       |
| 15. September | Friedrich Wilhelm Sander                  | deutscher Konstrukteur, Ingenieur                                                                                      | 53    |       |
| 15. September | Franz Wacik                               | österreichischer Maler, Grafiker                                                                                       | 55    |       |
| 15. September | Thomas Wolfe                              | amerikanischer Schriftsteller                                                                                          | 37    |       |
| 16. September | Herman Baltia                             | belgischer General-Leutnant und Politiker                                                                              | 75    |       |
| 16. September | Paul Reichard                             | deutscher Afrikaforscher                                                                                               | 83    |       |
| 17. September | Aloys Dreyer                              | bayerischer Lehrer, Schriftsteller und Bibliothekar                                                                    | 77    |       |
| 17. September | Nikolai Dmitrijewitsch Kondratjew         | russischer Wirtschaftswissenschaftler                                                                                  | 46    |       |
| 17. September | Murakami Kijō                             | japanischer Lyriker | 73    |       |
| 17. September | Franz Spina                               | deutschsprachiger Politiker und Publizist in der Tschechoslowakei                                                      | 69    |       |
| 18. September | Paul von Bleichert                        | deutscher Großindustrieller und Kunstsammler                                                                           | 61    |       |
| 18. September | Ole Hjellemo                              | norwegischer Komponist                                                                                                 | 65    |       |
| 18. September | Aleksander Promet                         | estnischer Maler und Graphiker                                                                                         | 58    |       |
| 18. September | Erik Rotheim                              | norwegischer Ingenieur und Erfinder                                                                                    | 39    |       |
| 18. September | Charles Frederick Scott                   | US-amerikanischer Politiker                                                                                            | 78    |       |
| 18. September | Horace Trumbauer                          | US-amerikanischer Architekt                                                                                            | 69    |       |
| 18. September | Otto Volker                               | österreichischer Politiker (CSP), Abgeordneter zum Nationalrat                                                         | 65    |       |
| 19. September | Cuno von Blanckensee                      | deutscher Generalmajor                                                                                                 | 75    |       |
| 19. September | Eugen Brodhun                             | deutscher Physiker | 77    |       |
| 19. September | Reginald Brooks-King                      | britischer Bogenschütze                                                                                                |       |       |
| 19. September | Don C. Edwards                            | US-amerikanischer Politiker                                                                                            | 77    |       |
| 19. September | Pauline Frederick                         | US-amerikanische Schauspielerin                                                                                        | 55    |       |
| 20. September | Gottfried Graf                            | deutscher Maler | 57    |       |
| 20. September | Konrad Höfinger                           | österreichischer Politiker (NSDAP)                                                                                     | 52    |       |
| 20. September | John A. Keliher                           | US-amerikanischer Politiker                                                                                            | 71    |       |
| 20. September | Franz Schneiderhan                        | österreichischer Kulturfunktionär                                                                                      |       |       |
| 20. September | Maria Tauscher                            | deutsche Ordensgründerin, Jungfrau, Selige                                                                             | 83    |       |
| 21. September | Ivana Brlić-Mažuranić                     | kroatische Kinderbuchautorin                                                                                           | 64    |       |
| 21. September | Johann Kreilmeir                          | österreichischer Politiker (CSP), Abgeordneter zum Nationalrat                                                         | 77    |       |
| 21. September | Benedikt Konstantinowitsch Liwschiz       | russischer Schriftsteller, Dichter und Übersetzer                                                                      | 51    |       |
| 21. September | Nikolski                                  | sowjetischer Geheimdienstoffizier                                                                                      | 49    |       |
| 22. September | Karl Börgemann                            | deutscher Architekt | 87    |       |
| 22. September | Edward Dithmar                            | US-amerikanischer Politiker                                                                                            | 65    |       |
| 22. September | Severin Rüttgers                          | deutscher Lehrer und Autor                                                                                             | 61    |       |
| 22. September | Karl Wagenmann                            | deutscher lutherischer Theologe                                                                                        | 71    |       |
| 22. September | Eugen Wolbe                               | deutscher Lehrer, Autor, Herausgeber und Autographensammler                                                            | 65    |       |
| 23. September | Maurice d’Ocagne                          | französischer Ingenieur und Mathematiker                                                                               | 76    |       |
| 23. September | Nikolaus von Endres                       | bayerischer Offizier, General der Infanterie                                                                           | 75    |       |
| 23. September | Aurelio Giorni                            | italienisch-amerikanischer Pianist und Komponist                                                                       | 43    |       |
| 23. September | Mykola Martschak                          | ukrainisch-sowjetischer Politiker                                                                                      | 34    |       |
| 23. September | Ernst Alfred Thalmann                     | Schweizer Fußballer, Jurist, Politiker und Kunstsammler                                                                | 57    |       |
| 24. September | Joe Ball                                  | US-amerikanischer Serienmörder                                                                                         |       |       |
| 24. September | Samuel Dumas                              | Schweizer Versicherungsmathematiker                                                                                    | 57    |       |
| 24. September | Friedrichfranz Feeser                     | deutscher Generalmajor, Militärautor                                                                                   | 63    |       |
| 24. September | Lew Genrichowitsch Schnirelman            | russischer Mathematiker                                                                                                | 33    |       |
| 24. September | Eugen Seibert                             | deutscher Architekt | 55    |       |
| 24. September | Siluan von Athos                          | russischer Mönch und Mystiker                                                                                          |       |       |
| 24. September | James Simpson                             | Journalist, Gewerkschafter, Politiker und 44. Bürgermeister von Toronto                                                | 64    |       |
| 25. September | Paul Olaf Bodding                         | norwegischer Missionar und Sprachwissenschaftler                                                                       | 72    |       |
| 25. September | James O. Fraser                           | britischer christlicher Missionar (evangelisch) in China                                                               |       |       |
| 25. September | Christine Friedlein                       | deutsche Sängerin (Alt)                                                                                                | 76    |       |
| 25. September | Michael Höllerzeder                       | deutscher Politiker (KPD), MdR                                                                                         | 40    |       |
| 25. September | Eugenie Schumann                          | deutsche Pianistin und jüngste Tochter von Clara und Robert Schumann                                                   | 86    |       |
| 25. September | Bruno Weigl                               | mährischer Komponist                                                                                                   | 57    |       |
| 26. September | Hubert Geissel                            | deutscher Polizeibeamter                                                                                               | 47    |       |
| 26. September | Heinrich Rauchberg                        | österreichischer Demograf, Statistiker und Jurist                                                                      | 78    |       |
| 26. September | Pieter Wiedijk                            | niederländischer Historiker, Journalist und Schriftsteller                                                             | 71    |       |
| 27. September | Rudolf Halter                             | österreichischer Wasserbauingenieur und Hochschullehrer                                                                | 78    |       |
| 27. September | Sergei Michailowitsch Kaminer             | russischer Autor von Schachkompositionen                                                                               |       |       |
| 27. September | Gustav Berthold Volz                      | deutscher Historiker                                                                                                   | 66    |       |
| 27. September | Horatio Walker                            | kanadischer Fotograf und Maler                                                                                         | 80    |       |
| 28. September | Joseph H. Acklen                          | US-amerikanischer Politiker                                                                                            | 88    |       |
| 28. September | Edgar Atzler                              | deutscher Physiologe                                                                                                   | 50    |       |
| 28. September | Con Conrad                                | amerikanischer Liedkomponist und Produzent                                                                             | 47    |       |
| 28. September | Emanuel Kirschner                         | deutscher Chasan und Komponist                                                                                         | 81    |       |
| 29. September | Alfred Krauß                              | österreichischer Offizier, zuletzt General der Infanterie im Ersten Weltkrieg, Politiker (NSDAP), MdR und SA-Führer    | 76    |       |
| 29. September | Therese Renz                              | deutsche Kunstreiterin, Dompteuse und Zirkusdirektorin                                                                 | 79    |       |
| 30. September | Friedrich Gerlach                         | deutscher Bauingenieur, preußischer Baubeamter, Hochschullehrer und Abgeordneter des Preußischen Landtags              | 82    |       |
| 30. September | Willy Jannasch                            | deutscher Widerstandskämpfer                                                                                           | 33    |       |
| 30. September | Carl Klieneberger                         | deutscher Internist jüdischer Abstammung                                                                               | 62    |       |
| 30. September | Eugen Tatarinoff                          | Schweizer Archäologe, Historiker, Burgenforscher und Bibliothekar                                                      | 70    |       |